# Ctenocheilocaris claudiae
Ctenocheilocaris claudiae is een kreeftachtigensoort uit de familie van de Derocheilocarididae. De wetenschappelijke naam van de soort is voor het eerst geldig gepubliceerd in 1976 door Renaud-Mornant.